# Agatha Barbara
Agatha Barbara (Żabbar, 1923. március 11. – Żabbar, 2002. február 4.) máltai politikus, az ország 3. köztársasági elnöke. 1982-ben elnökként járt hazánkban is.

## Élete

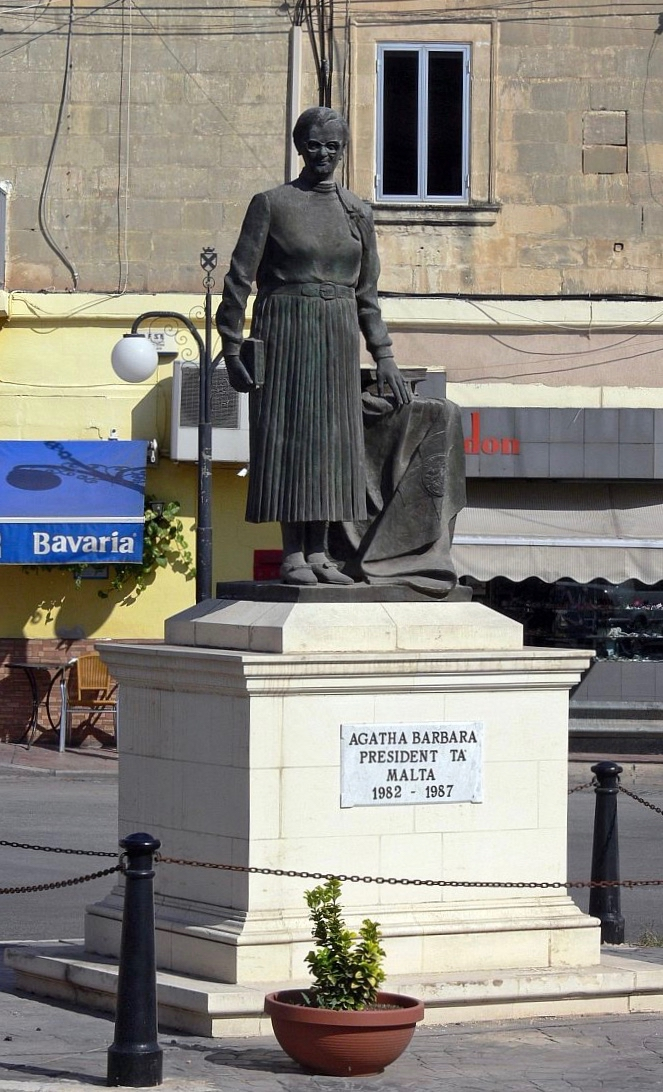
Agatha Barbara szobra szülővárosában

1923-ban született Ġużepp Barbara és Antonia Agius kilenc gyermeke közül másodikként. Tanulmányait Vallettában folytatta, majd iskolai tanítóként kezdte karrierjét. A második világháború idején kezdett érdeklődni a politika iránt, 1946-ban belépett a Máltai Munkáspártba. Az 1947-es sikeres választások után ő lett az első nő a máltai parlamentben. Ettől kezdve egészen 1982-ig minden választáson indult és bejutott a képviselőházba.
Az 1955-ös munkáspárti kormányban az oktatási és kulturális tárca vezetését bízták rá, így ő lett az első női miniszter is Máltán. Nevéhez fűződik a 14 éves korig általánosan kötelező közoktatás bevezetése, ennek érdekében országszerte 44 iskolát építtetett vagy újíttatott fel (összehasonlításként: Málta ma 68 önkormányzatra oszlik). Ez tanárok százainak felvételével és kitanításával járt. Új tanítóképző intézményt állított fel férfiak számára (Teacher's Training College), amely nemsokára már koedukáltan folytatta működését. Mindössze öt hónappal miniszteri kinevezése után 1955 szeptemberében beindult a kötelező és ingyenes közoktatás. A reform kapcsán indult be a természettudományok oktatása lányok számára. 1956-ban megnyíltak az iskolák a látás-, hallássérült és egyéb hátrányos helyzetű gyermekek számára is.
1958 és 1964 között az ország függetlenségének legharcosabb támogatói közé tartozott. Ennek érdekében számos külföldi utat tett, többek között beszédet mondott az ENSZ-székházában New Yorkban. 1958-ban egy brit bíróság még börtönbüntetésre is ítélte. 1958 és 1971 között a párt publikációinak és kiadójának (Freedom Press) felelőse volt, ezen kívül megalapította a Nők Politikai Mozgalmát (Women's Political Movement), bár parlamenti tagságának nagy részében az egyetlen női képviselő volt.
Az 1971-es választási győzelem után ismét oktatási és kulturális miniszter lett. Ekkor emelkedett a kötelező közoktatás korhatára 16 évre. Szakiskolák létrejöttét is támogatta, mint a School of Music and Drama vagy a Felinberg Institute of Electronic Technology 1973-ban. Megszüntette a tandíjat az egyetemen.
1974-ben az átalakított Munkaügyi, Szociális és Kulturális Minisztérium vezetője lett. Itt is a korábbihoz hasonló lendülettel látott munkához: kiharcolta többek között, hogy a nők egyenlő bért kapjanak, a fizetett GYES-t, a negyvenórás, ötnapos munkahetet, az éves bónuszt. Ezzel harmonikus viszonyt tudott kialakítani munkáltatók és munkavállalók között, a munkanélküliség 2%-ra esett.
Emellett a többi rábízott területre is jutott a figyelméből. Minisztersége alatt jött létre az Archeológiai, a Történeti, a Szépművészeti, a Folklór, a Máltai Politikatörténeti és a Gozói Archeológiai Múzeum. Támogatta a kulturális események áthelyezését Vallettából vidéki városokba és falvakba.
1971 és 1981 néhány alkalommal megbízott miniszterelnökként is tevékenykedett. Az 1981-ben megválasztott országgyűlés aztán 1982. február 16-án államfővé választotta. Köztársasági elnökként is folytatta korábbi, megbékélésre támaszkodó politikáját, amelynek érdekében számos külföldi utat tett. Még beiktatásának az évében ellátogatott Magyarországra, ahol 1982. szeptember 13-ától 20-áig tartózkodott, és a szabadságát töltötte. 
Részt vett 1982. november 15-én Leonyid Brezsnyev szovjet pártfőtitkár és államfő temetésén.
1986. április 24-én pedig Losonczi Pál, a Magyar Népköztársaság Elnöki Tanácsának elnöke viszonozta a magyarországi látogatását, amikor Nigériából hazatérőben megszakította útját egy villámlátogatásra, és ekkor az elnökasszony, valamint a miniszterelnök, Karmenu Mifsud Bonniċi fogadta a magyar államfőt Máltán.
Megválasztásától kezdve jótékonysági területen is aktívan dolgozott. A Community Chest Found alapítvány máltai nemzeti bizottságának elnöke volt, amelyen keresztül máltai gyermekotthonok 3 év alatt több ezer font támogatást kaptak. Az etiópiai  és szudáni éhezőket támogató egyik alapítvány elnöke is volt.

Mandátuma végén visszavonult, 2002-ben halt meg.

## Elismerései
Karrierje során elnyerte barátai tiszteletét és politikai ellenfelei megbecsülését. Rendkívüli tapasztalata az igazi állami vezetők közé emelte. Ezt a következő elismerések is kifejezték:
- Sztara planina-rend 1. Osztálya a Szalaggal (Bulgária)
- Nemzeti Zászló Rendje 1. Osztály (Koreai Népi Demokratikus Köztársaság)
- Hishan-E-Pakistan (Pakisztán)
- a pekingi egyetem díszdoktora filozófiából és pedagógiából (Kína)